# Ri Sol-ju
Ri Sol-ju (januari 1985 of 1989) is de vrouw van de Noord-Koreaanse leider Kim Jong-un en daarmee de first lady van het land. Ri Sol-ju is een voormalige zangeres van het Unhasu-orkest, een populaire Noord-Koreaanse muziekgroep.

## Huwelijk met Kim Jong-un
De Noord-Koreaanse staatsmedia maakten op 25 juli 2012 melding van het huwelijk tussen Kim en Ri, nadat het koppel in de voorafgaande weken geregeld samen in de openbaarheid trad.
Er werd echter niet bij gezegd wanneer ze getrouwd waren. Volgens de Zuid-Koreaanse analist Cheong Seong-chang zijn ze al in 2009 getrouwd en kregen ze in 2010 een kind. Het trouwjaar 2009 werd ook genoemd door de Zuid-Koreaanse parlementariër Jung Chung-rai na een besloten zitting waarin de Zuid-Koreaanse inlichtingendienst de parlementariërs informeerde.
Zij is volgens mediaberichten in het buurland geboren in 1989, zou zangeres zijn geweest en tijdens een optreden van haar zou Kims oog op haar zijn gevallen. Verder is Ri volgens de inlichtingendienst in september 2005 in Zuid-Korea geweest om de Noord-Koreaanse atleten aan te moedigen bij Aziatische kampioenschappen atletiek. Volgens Dennis Rodman, een vriend van Kim Jong-un, heeft het echtpaar sinds ongeveer 2013 een dochtertje, Ju-ae.

## First lady
De vrouw van Kim Jong-un werd altijd 'kameraad' genoemd. Ze was al vaker met haar echtgenoot bij officiële gelegenheden gezien, maar in april 2018 is ze voor het eerst in haar eentje in het openbaar verschenen. Ze is nu geen kameraad meer, maar 'first lady'. Ri bezocht bij deze gelegenheid een balletvoorstelling van een Chinees gezelschap dat op bezoek was in Pyongyang. Op de nationale televisie werd hier aandacht aan besteed. Ri werd door de presentatrice aangekondigd als 'de gerespecteerde first lady'. Deze term was al 40 jaar niet meer gebruikt in Noord-Korea.

## Persoonlijk leven
Ri groeide op in Pyongyang. Ze heeft in de Volksrepubliek China gestudeerd.